# Carta als romans

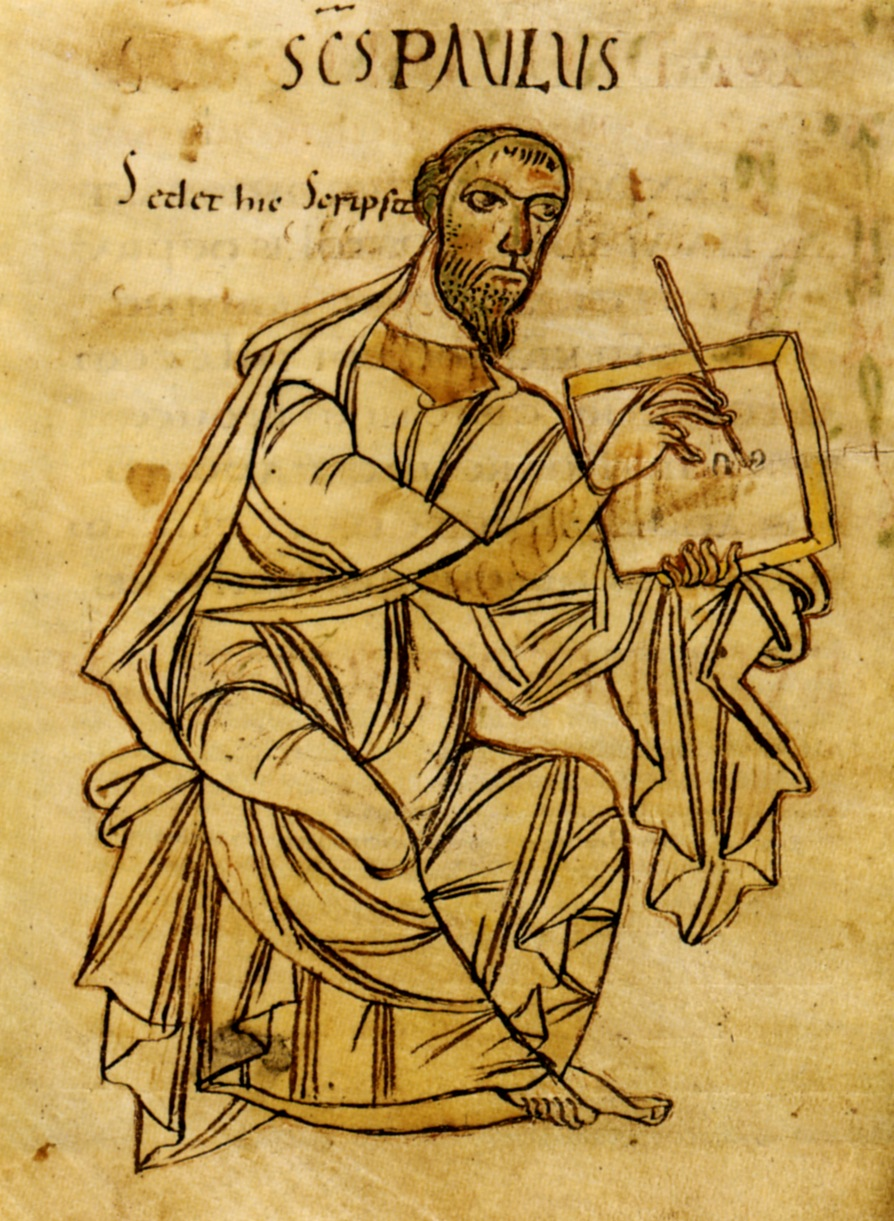
Sant Pau escrivint, amb la inscripció sedet hic scripsit ("seu aquí i escriu").

La Carta als romans és una de les cartes de sant Pau Apòstol inclosa en el Nou Testament de la Bíblia.
Fou probablement escrita a Corint al principi de l'any 58. Febe de Cèncrees la portà a Roma a mà com era habitual en aquells temps, en l'últim capítol s'esmenta les recomanacions a aquesta cristiana. Pau anà a Roma tres anys després. L'escriba fou probablement Terci; quan es va escriure la carta, Pau encara no havia estat a Roma.
L'objectiu de l'apòstol en escriure a aquesta Església fou explicar les doctrines de l'Evangeli i la carta és una exposició sistemàtica de l'aplicació universal de l'Evangeli. L'apòstol intenta motivar l'Església de Roma perquè donés suport a un possible viatge de missió a la península Ibèrica. La congregació de Roma estava composta per gentils i jueus, si bé Pau no havia estat a Roma, segurament rebé informació de la congregació per dos col·laboradors, Priscil·la i Aquila, en veure les salutacions del capítol 16 es desprèn que coneixia diversos dels cristians que s'hi congregaven.
L'autenticitat d'aquesta carta està confirmada pels antecedents més antics, atès que es troba en el Fragment Muratorià.